# Friedrich Satzenhoven
Friedrich Satzenhoven, voornaam ook wel: Fridrich, Frédéric en Fritz; achternaam ook wel: Satzenhofen, Seizenhofer en Zacengoven (Düren, 1772 of: 1774 – ?, na 1825) was een Duits componist, kapelmeester, muziekuitgever en zanger (tenor).

## Levensloop
Satzenhoven was rond 1795 theaterkapelmeester aan het Theater am Franzensplatz in Graz onder Joseph Bellomo (eigenlijk: Joseph Edler von Zambiasi) (1754-1833). In 1798 was hij kapelmeester te Salzburg en daarna in Wenen aan het Theater in der Leopoldstadt, het Theater in der Josefstadt en aan het Theater auf der Wieden. Het is verder bekend, dat Satzenhoven op 9 mei 1798 een brief aan Johann Wolfgang von Goethe schreef, waarin hij Goethe verzoekt, een advies voor de aanstelling van hem en een zangeres Haas aan het Theater in Weimar uit te brengen
In 1807 heeft Satzenhoven als kapelmeester aan de Duitse opera in Krakau gewerkt.
Vanaf 13 juli 1807 was hij als kapelmeester en zanger (tenor) aan het Duitse Theater in Sint-Petersburg. In deze functie was hij tot 16 juli 1821 werkzaam. Van 1821 tot 1825 was hij muziekuitgever en uitgever van de tijdschrift Le Harp du Nord. Van 16 september 1822 tot 16 september 1825 had hij wederom een aanstelling aan het Duitse Theater in Sint Petersburg.
Satzenhoven heeft mee geholpen de zogenoemde Mozart-stijl in Rusland ingang te doen vinden, vooral aan het hoftheater. Ook zijn eigen opera's zijn in die stijl geconcipieerd. Hij schreef liederen, dansen, opera's, operettes en werken voor harmonieorkest.

## Composities

### Werken voor harmonieorkest
- 1817 Geschwindmarsch, AM II, 1 (in: Sammlung von Märschen für die vollständige türkische Musik, zum bestimmten Gebrauch der Königlich Preussischen Armee, muziekuitgeverij Schlesinger, Berlijn
- Marsch für Türckische Music

### Muziektheater

#### Opera's
- 1815 Der lustige Körbchenflechter an der Zauberquelle
- Die beiden Fra Diabolo (van de Duits-Russische musicoloog Denis Germanovitsj Lomtew in 2005 in Moskou gecommentarieerd als partituur publiceerd - In het paleis van de Russische cultuur-stichting uitgevoerd)
- Die Friedens-Feyer, Ein allegorisches Singspiel in einem Aufzuge[5]

### Vocale muziek
- 1805 Die travestierte Ariadne auf Naxos, eine musikalische Laune oder Quotlibet als Drama in einem Aufzug voor zangstem en piano - tekst: Joachim Perinet (1763-1816)
- Drei Tiroler Lieder[6]
- Deutsche Lieder - tekst: Joachim Perinet

### Werken voor piano
- 1798 Balli Tedeschi con una grande Coda, voor piano
- 1807 Quadrillen